# Wade Cunningham
Wade Cunningham (né le 19 août 1984 à Auckland) est un pilote automobile néo-zélandais évoluant en IndyCar Series.
Il a remporté l'édition 2005 de l'Infiniti Pro Series.

Son frère, Mitch Cunningham (en), est également pilote de course.

## Biographie

### Débuts
Wade Cunningham s'impose très vite comme un grand espoir de son pays lorsqu'il réussit à remporter le Championnat du monde de karting en 2003.

Il part l'année suivante en Formula Ford Zetec USA et y décroche 7 podiums, finissant à la 5e du classement.

### Infinity Pro Series/Indy Pro Series/Indy Lights

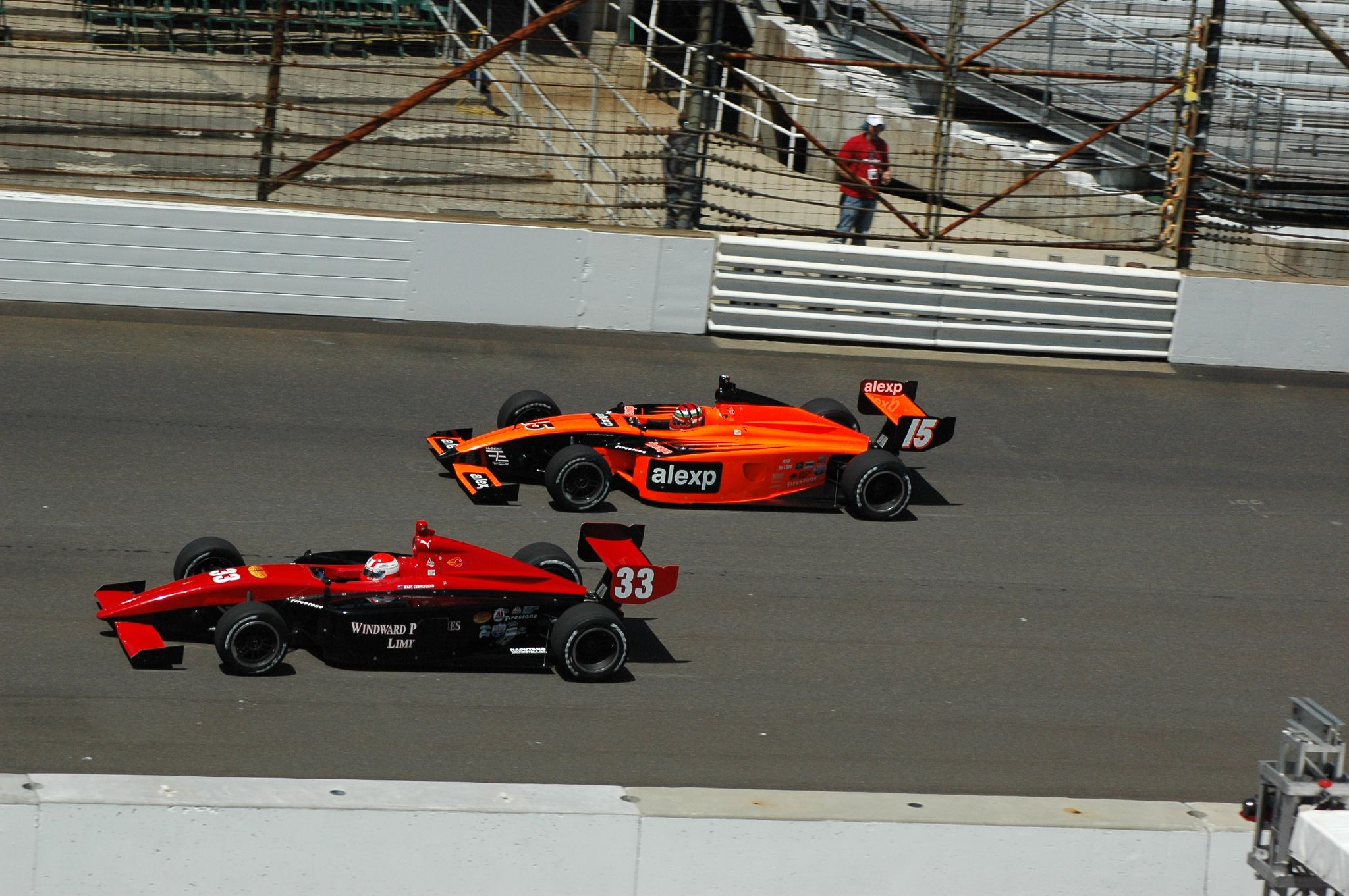
Wade Cunningham passe Dillon Battistini à l'intérieur en Indy Lights en 2008

En 2005, il s'engage avec le Brian Stewart Racing en Indy Lights et confirme qu'il est un pilote de talent: pas moins de 10 podiums en 14 épreuves récoltés, ainsi qu'une victoire à Fontana. Sa régularité en haut du classement lui permet de remporter le titre devant Jeff Simmons (en).

Il reste avec son équipe pour disputer la saison 2006 et parvient à signer 3 autres victoires, mais termine à la 3e place finale.

Après des essais en A1 Grand Prix durant l'hiver 2006-2007, il repart en Indy Lights et s'engage avec le Andretti Autosport et le AFS Racing (en). Ce sera une nouvelle saison réussie puisqu'il signe une victoire à Watkins Glen et finit de nouveau 3e du classement.

Malgré des débuts plus qu'encourageant, il ne parvient pas à trouver un volant à temps plein pour la saison 2008, il participe à 7 courses avec différentes équipes et y signe 2 podiums.

On le retrouve en 2009 chez Sam Schmidt Motorsports pour une nouvelle saison complète où il parvient à remporter deux victoires, avec finalement une 4e place au championnat.

En 2010, il ne participe qu'à 2 épreuves, toujours pour la même équipe, mais récolte tout de même une victoire à Indianapolis et une 3e place à Miami.

### IndyCar Series
Wade Cunningham réussit à franchir le pas en 2011 et dispute 3 courses en IndyCar Series avec le Sam Schmidt Motorsports. Il signe comme meilleure performance une 7e place au Kentucky.

Lors de la course de Las Vegas, il perd le contrôle de sa voiture, se fait toucher par J. R. Hildebrand qui n'a pu l'éviter et il s'ensuit le terrible carambolage qui implique Dan Wheldon, décédé peu de temps après

La presse a aussitôt pointé du doigt les "rookies" de la discipline, qui seraient trop peu expérimentés pour courir sur ovale, ce qui n'est pas vraiment le cas de Wade Cunningham avec un palmarès antérieur très respectable.

Dans un quotidien de sa ville natale d'Auckland, il explique que cette terrible épreuve l'a marqué pour de bon et déclare qu'"Avec la mort de Dan, son plan de carrière (en IndyCar) n'est plus d'actualité".

## Palmarès
- 2005 : Infiniti Pro Series, 1er, 1 victoire et 10 podiums
- 2006 : Indy Pro Series, 3e, 3 victoires et 6 podiums
- 2007 : Indy Pro Series, 3e, 1 victoire et 6 podiums
- 2008 : Indy Lights, 7 courses, 19e, 2 podiums
- 2009 : Indy Lights, 4e, 2 victoires et 4 podiums
- 2010 : Indy Lights, 2 courses, 15e, 1 victoire et 2 podiums
- 2011 : IndyCar Series, 3 courses, 37e